# Augustin-Joseph de Mailly
Pour les articles homonymes, voir de Mailly.
 (février 2018).
Augustin-Joseph de Mailly est un maréchal de France, né le 5 avril 1707 au château de Corbuon à Villaines-sous-Lucé (Maine), baptisé à Haucourt (Seine maritime) le 16 août 1713  et mort guillotiné à près de 87 ans le 25 mars 1794 (5 germinal an II)  à Arras (Pas-de-Calais).
Il est en outre marquis d'Haucourt, baron de Saint-Amand, officier général qui atteint la dignité de maréchal de France en 1783. Bien qu'âgé de 85 ans, il est notamment chargé de la défense du palais des Tuileries lors de la journée du 10 août 1792.

## Biographie

### Sa famille
Augustin-Joseph de Mailly est issu de l'une des plus anciennes familles de la noblesse du royaume, la Maison de Mailly, d'origine Picarde. Il est le fils de Joseph de Mailly (1677-1755), marquis d'Haucourt, seigneur d'Assigny, Guillencourt, Brunvil, Bivil, Villedieu, Cany, Saint-Michel-d'Halescourt, Grumesnil, baron de Saint-Amand.
Sa mère, Louise-Madeleine-Josèphe de La Rivière, est dame de La Roche-de-Vaux-Corbuon et du Bois-de-Macquessy, de Requeil, de Flacé et d'Estival, localités situées dans la province du Maine et l'actuel département de la Sarthe.

### Les débuts de sa carrière militaire
Mailly est d’abord un militaire. Dans sa jeunesse, il est page de la Petite Écurie du Roi.
Il est mousquetaire en 1726, enseigne dans le Régiment de Mailly-Infanterie en 1726, guidon de la compagnie des gendarmes de la reine. Le 18 mars 1728, il devient capitaine des gendarmes écossais. Le capitaine de Mailly fait les campagnes de Westphalie, de Bohême et de Flandre.
Il est lieutenant-colonel de la compagnie des gendarmes de la reine en mars 1733, puis Sous-Lieutenant de la compagnie des chevau-légers de Berri, avec rang de mestre de camp de  cavalerie en mars 1734.
Sa bravoure lui vaut de recevoir en février 1740, dès l'âge de trente-deux ans, la croix de chevalier de l'ordre royal et militaire de Saint-Louis.
En janvier 1742, Augustin Joseph de Mailly est nommé capitaine-lieutenant de la compagnie des gendarmes écossais, sur la démission du comte de Rubempré, son parent, puis il est promu au grade de brigadier des armées du Roi, en février 1743.
Après la campagne de Bohême à Weissembourg, en 1744, il charge le 1er avril 1745, à la tête de 150 gendarmes, un corps de cavalerie et d'infanterie qui avait culbuté deux régiments français, et le force à la retraite. Une pension de 3 000 livres lui est accordée pour cette action brillante,.
Pour le remercier de ses services, ses terres de Raineval, Esclainvilliers, Sauvillers, Mongival, Thory, Louvrechy, Folleville etc. soit dix paroisses et trente-sept fiefs, avec un domaine d'environ 1600 hectares, sont unies et érigées en comté de Mailly, par lettres-patentes données au mois de janvier 1744, et ce bien qu'il soit en butte, à la Cour, à la rivalité de la branche aînée de sa famille.
Il est promu maréchal de camp, le 16 août 1745, en Flandre, sans avoir d'expérience du commandement de grandes unités. Il participe à la guerre de Succession d'Autriche aux côtés du chevalier de Belle-Isle et concourt à préserver la Provence de l'invasion étrangère. Il continue de se signaler, surtout à la bataille de Pavie (1745) où, séparé de l'armée française, il la rejoint en perçant un corps considérable de cavalerie ennemi auquel il enlève 4 canons et 150 prisonniers.[réf. nécessaire]
Il passe ensuite en Italie, où, après la bataille de Plaisance (1746) et le combat du Tidon, il est chargé de l'inspection de la cavalerie. Le roi lui donne le gouvernement d'Abbeville, le crée lieutenant-général de ses armées, en mai 1748. Il est inspecteur général de la cavalerie et des dragons en mars 1749.

### Commandant en chef en Roussillon

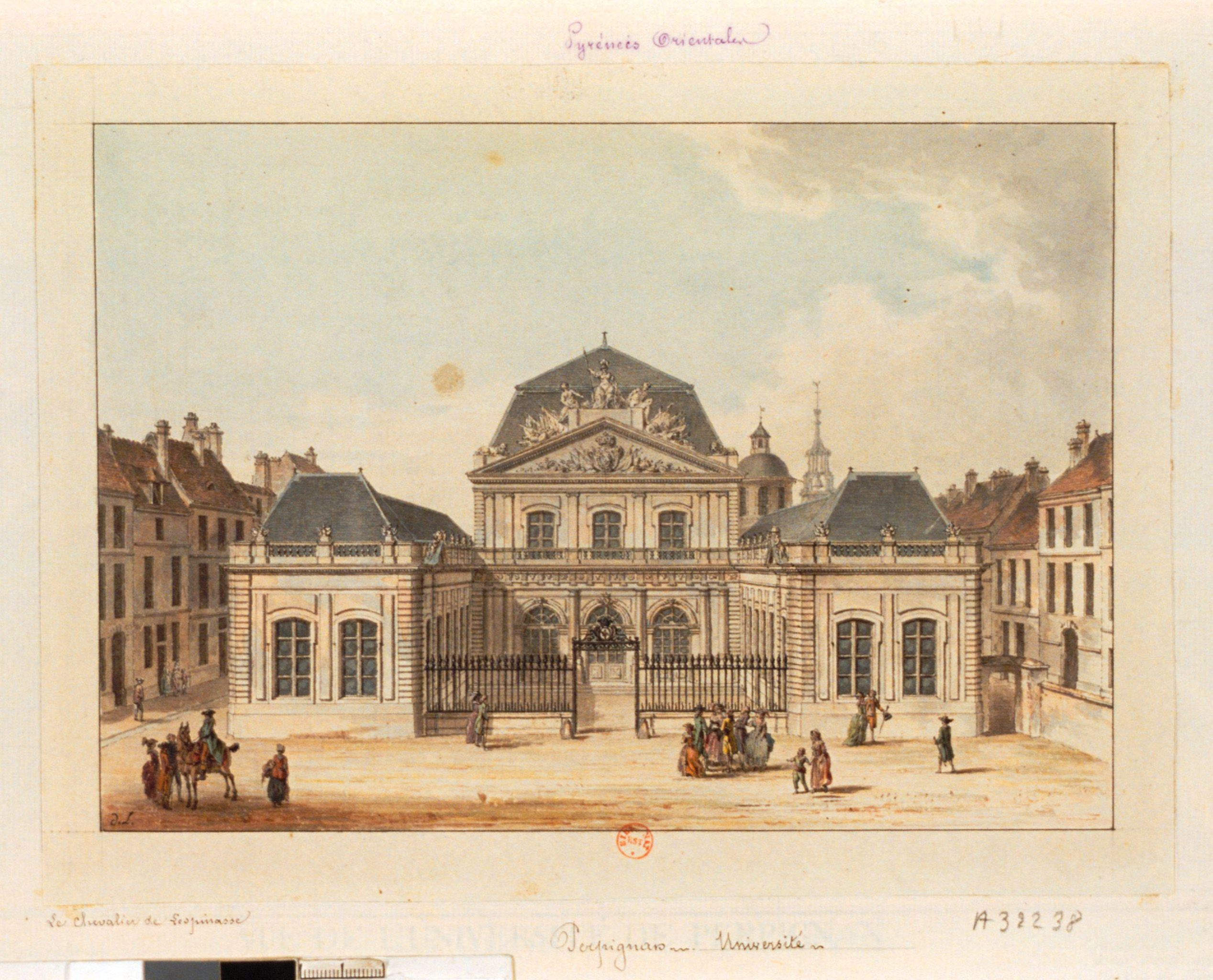
L'université de Perpignan au XVIIIe siècle.

Mailly devient en 1749 commandant en chef en Roussillon et le restera jusqu'en 1790.
Rénovateur de l’urbanisme de la ville, il transforme le cadre urbain de Perpignan et du Roussillon dans la seconde partie du XVIIIe siècle au travers d'un programme d'urbanisme et de constructions, dédié principalement à l'éducation.
Il met en œuvre la rénovation de l'Université de Perpignan, prévue par une ordonnance du Roi Louis XV en 1749, fait construire, de 1760 à 1763 un bâtiment destiné à l'abriter de manière permanente[réf. à confirmer], la dote d'une bibliothèque publique, la première à Perpignan, de jardins et d'un cabinet d'histoire naturelle. Il offre en dotation 918 ouvrages de sa bibliothèque personnelle.
Il soutient la fondation du premier théâtre du Roussillon sur la place de la Loge et l’aménagement de jardins publics sur les remparts, pour agrémenter la ville.
Il fonde aussi une académie militaire pour former une jeunesse nobiliaire au service futur du Roi, qu'il inaugure en 1768. Il rétablit le couvent des enseignantes pour permettre à des enfants d'extraction plus modeste de recevoir une instruction gratuite. Il prend sous sa protection et fait de nombreux dons à l’hôpital Saint-Jean de Perpignan, où il crée une douzaine de place pour les indigents.
Ses actions philanthropiques le font surnommer « le bienfaiteur »  par les édiles de la ville.
Son intense activité l'oppose parfois à d'autres autorités locales, en particulier au gouverneur du Roussillon et au Conseil souverain de Roussillon.

### Port-Vendres et disgrâce

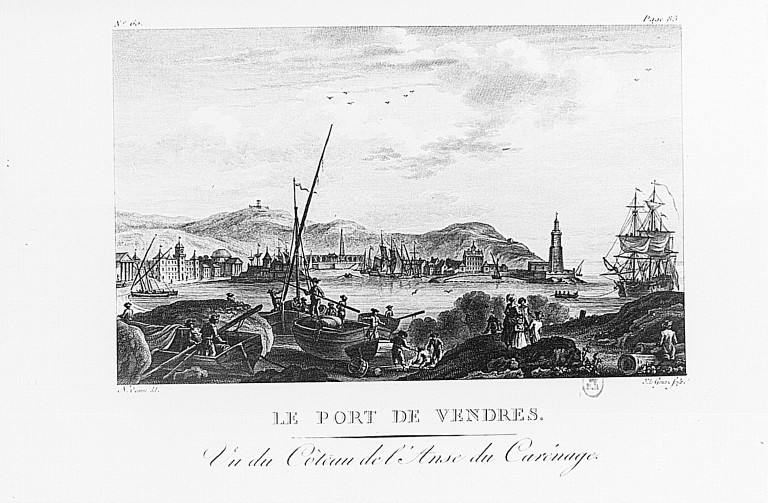
Le port de Port-Vendres au XVIIIe siècle.

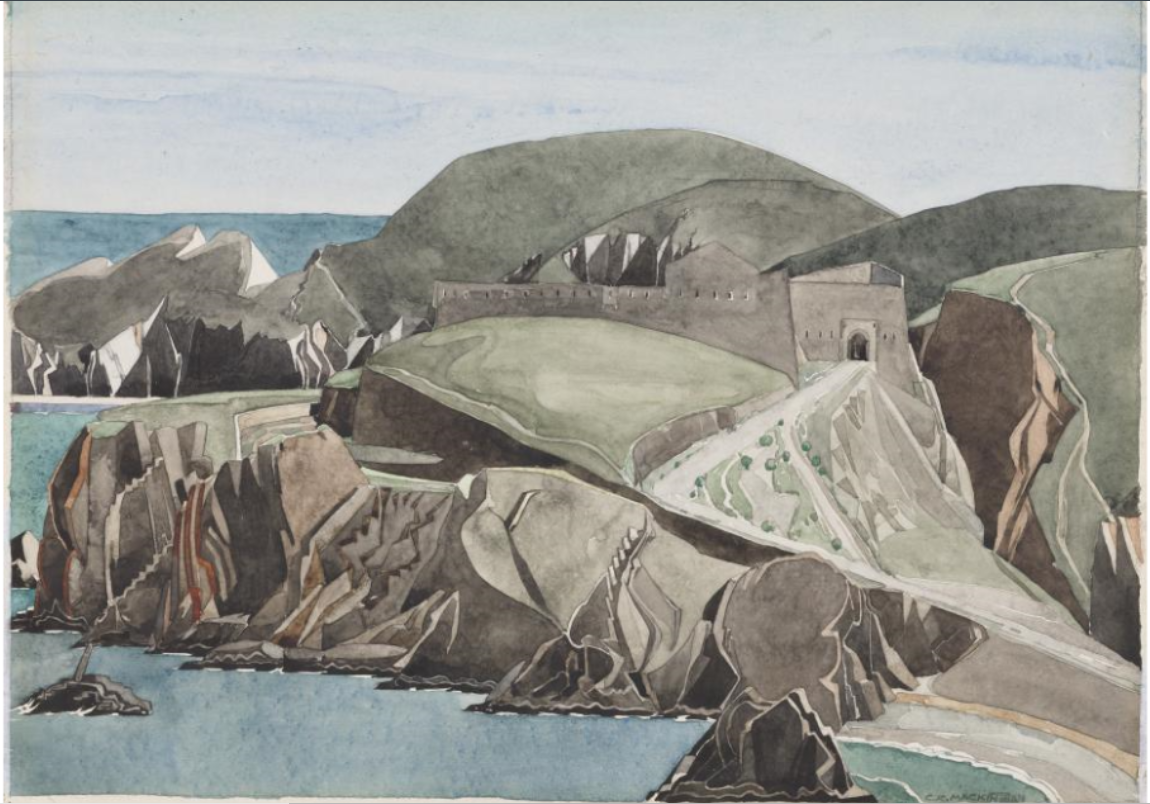
The Road Through the Rocks, Port Vendres

Louis XV, véritable restaurateur de la marine de guerre et commerciale française, confie au général de Mailly le soin d'installer un port puissant et fortifié, susceptible d’assurer enfin un trafic régulier avec l'Europe entière, de l'Espagne à la Suède, d'Écosse à l'Italie, de la côte catalane à l'Orient et aux ports barbaresques, voire jusqu'aux Indes lointaines et aux Amériques.
Mailly restructure Port-Vendres. Il y fait construire un port profond et à l'abri des vents. Outre le port moderne, en quinze années (1770-1785), il complète la ville, trace et perce quelques petites rues, construit de nouvelles habitations sur un plan uniforme, rectifie des alignements, construit des quais et des débarcadères commodes. Pour marquer d'un symbole la renaissance de Port-Vendres, Louis XVI permet à la province de faire ériger à sa gloire le premier monument élevé en France en son honneur, l'obélisque de Port-Vendres. En 1775 il renforce les fortifications de l'entrée du port de Port-Vendres en construisant la Redoute de Mailly face à la Redoute du Fanal, réalisée par Vauban entre 1673 et 1700 pour assurer la défense du port.
En août et septembre 1752, il reçoit à Perpignan, Collioure et Port-Vendres le comte d'Argenson, ministre de la Guerre et beau-père de sa fille.
Le 2 octobre 1753, le maréchal de Noailles, gouverneur du Roussillon, en querelle avec Mailly, réussit à le faire révoquer de son commandement.
En novembre 1753, Jean-Baptiste de Machault d'Arnouville obtient du Roi l'exil de Mailly. Le 1er mars 1754 le Roi casse le comte de Mailly d'Haucourt pour avoir trop répandu son mémoire que René Louis de Voyer de Paulmy d'Argenson juge apologétique. Mailly doit rentrer dans ses terres. Sa maîtresse, la marquise de Blanes et son mari, se répandaient en discours contre le gouvernement. Ils sont proscrits eux-aussi.
La disgrâce de Mailly dure peu, car il est chargé d'aller en Espagne complimenter, de la part du roi, l'Infante Marie-Thérèse-Raphaëlle de Bourbon.

### Guerre de Sept Ans
Pendant la guerre de Sept Ans, Joseph-Augustin de Mailly passe aux armées d'Allemagne. Il se trouve à la bataille de Hastenbeck (27 juillet 1757) et est blessé à la tête d'un coup de sabre. Il est fait prisonnier, par suite de la blessure qui l'a laissé sans connaissance à la bataille de Rossbach la même année.
Frédéric de Prusse, le despote éclairé, dont le comte de Mailly est le prisonnier de guerre, est son ami. Il n’est libéré qu’au bout de deux ans.
Quand Mailly recouvre sa liberté, il rejoint encore l'armée et fait avec succès les campagnes d'Allemagne de 1760, 1761, 1762. La paix revient et met un terme à ses campagnes militaires. Il reprend son commandement en Roussillon. En 1771, il est nommé directeur-général des camps et armées des Pyrénées et des côtes de la Méditerranée.
Il conserve le commandement d'Abbeville jusqu'à la Révolution.
En juin 1783, Louis XVI l'élève à la dignité de Maréchal de France.
Le maréchal de Mailly était membre de l'Académie des Sciences, des Lettres et des Arts d'Amiens.

### La journée du 10 août 1792

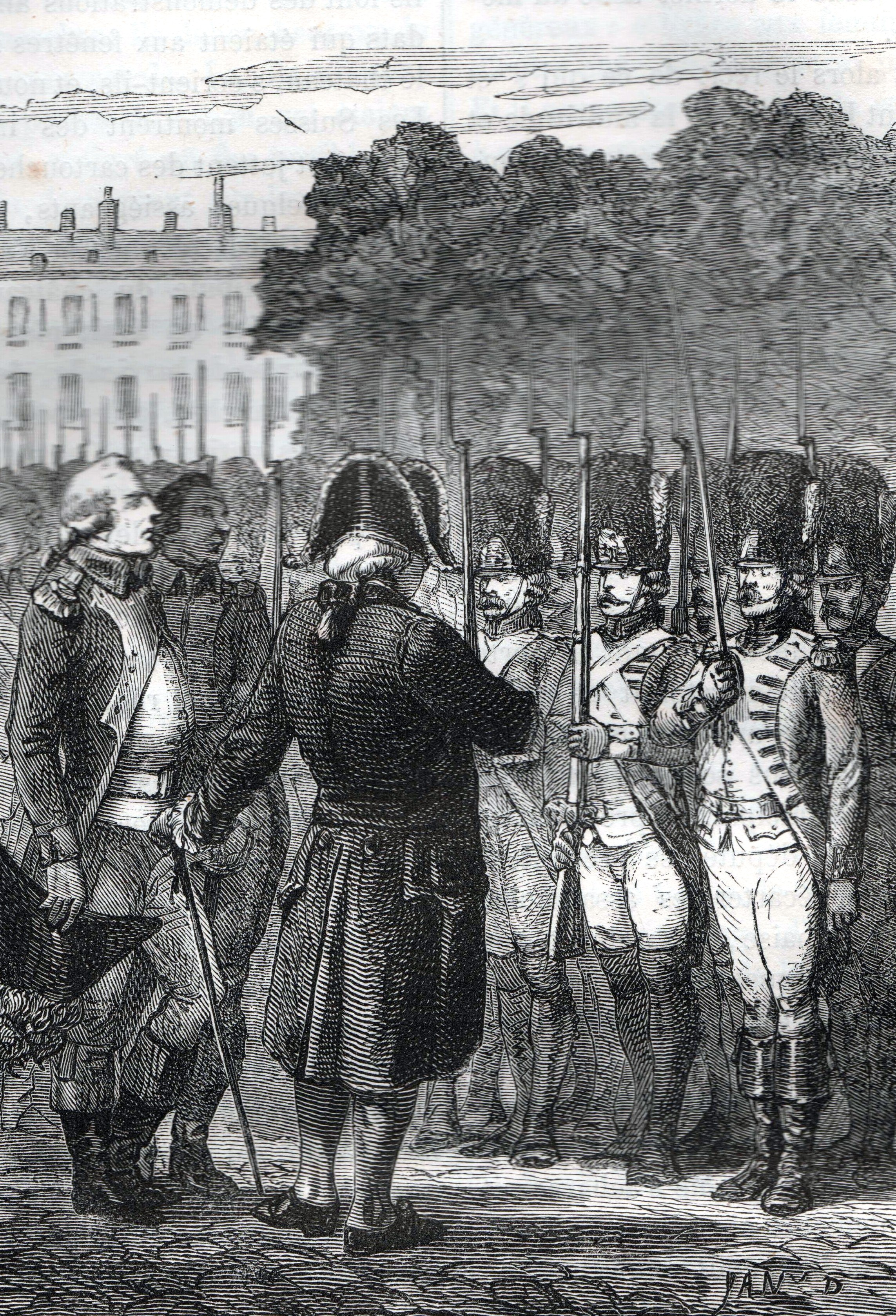
Louis XVI traversant les rangs des troupes défendant le palais des Tuileries avec Augustin-Joseph de Mailly, maréchal de France, avant les combats de la journée du 10 août 1792 (par Yan' Dargent).

Le maréchal de Mailly refuse d'émigrer ; l'idée d'un roi abandonné à Paris sans clergé et sans noblesse le révolte. En 1790, Louis XVI lui donne le commandement d'une des quatre armées décrétées par l'assemblée nationale et celui des 14 et 15e divisions militaires. Mais l'assemblée ayant exigé un serment civique, le maréchal de Mailly préfère démissionner.
Le 9 août, quand il apprend les dangers qui menacent la famille royale, il se rend aux palais des Tuileries. Le Roi lui confie le commandement des troupes qui défendront les Tuileries le lendemain, le 10 août 1792. Lors de l'attaque, la défense est balayée. Mailly échappe au massacre et reçoit de l'aide pour s'enfuir.

### Ses arrestations et son exécution
Le maréchal est cependant dénoncé puis arrêté peu de jours après sa fuite et conduit devant la section, qui veut l'envoyer à la prison de l'Abbaye. Son passé, son âge et ses idées généreuses font qu’un commissaire réussit à s'y opposer. Le maréchal échappe donc de peu aux massacres de Septembre dans cette prison[réf. nécessaire].
Il se réfugie avec sa famille au château de Moreuil.
Le représentant du peuple André Dumont, le fait jeter en prison, le 26 septembre 1793. Il est rejoint par son épouse, et ils restent enfermés dans la citadelle de Doullens pendant quatre mois.
Joseph Lebon, représentant du peuple à Arras, l'envoie à l'échafaud à Arras. À l'âge de quatre-vingt-six ans, ce vieillard a la force de s'écrier, en fixant l'instrument de sa mort : "Vive le roi ! Je le dis comme mes ancêtres".

### Franc-maçonnerie
Augustin-Joseph de Mailly fait partie des premiers membres de la franc-maçonnerie du Royaume de France, nouvel et jeune espace de sociabilité rapidement investi par l'aristocratie française du "siècle des lumières".
Il est initié vers la fin des années 1730 au sein de la loge « Bussy-Aumont » au recrutement très aristocratique, loge à laquelle appartient aussi le duc d'Aumont et le marquis de Calvière. A cette époque, son nom est fréquemment cité comme participant à des cérémonies d’initiation aux côtés du duc d'Antin et du comte de Derwentwater.
Dans le Roussillon, il fait partie d'une loge qui se revendique comme élitiste dans son recrutement, « La Sociabilité ». Malgré l'interdiction royale, il participe à des tenues maçonniques et assure qu'elles ne contreviennent en rien « aux bonnes mœurs, à la religion et à l’état ». Il assure toutefois au Roi son entier dévouement. La documentation laisse apparaître le comte de Mailly comme le vénérable maître d'une « loge de Mailly » entre 1740 et 1744. Il est également officier de la première Grande Loge de France en 1744 comme grand surveillant. En tant qu'officier de l'obédience, il intervient dans la délivrance de patente de création pour des loges de province, Toulouse et Montpellier en particulier.
Son influence à la Cour le protège et il n'est jamais réellement inquiété en tant que franc-maçon. Il contribue par son action à l'implantation de loges provinciales dans le sud-ouest, faisant de lui un intermédiaire de l'ordre entre Paris et les provinces du royaume.

### Portraits
- Son portrait en pied, peint en 1785 par Charles Monnet, est au Musée Hyacinthe Rigaud de Perpignan[24].
- En 1786, le maréchal de Mailly offre son buste en marbre à l'Université de Perpignan ;
- Son buste a été dupliqué en plâtre, à plusieurs exemplaires[25],[26],[27],[28].

### Hommages
- la rue de Mailly, dans le centre de Perpignan, porte son nom. C'est dans cette rue que se situe son ancienne habitation, l'hôtel de Mailly, où est installé depuis 2017 le Musée Hyacinthe Rigaud de Perpignan[29].
- la rue Maréchal de Mailly, à Port-Vendres, porte son nom
- la rue Mailly, dans le centre de Collioure, à proximité de Port-Vendres, porte son nom

### Mariages et descendance

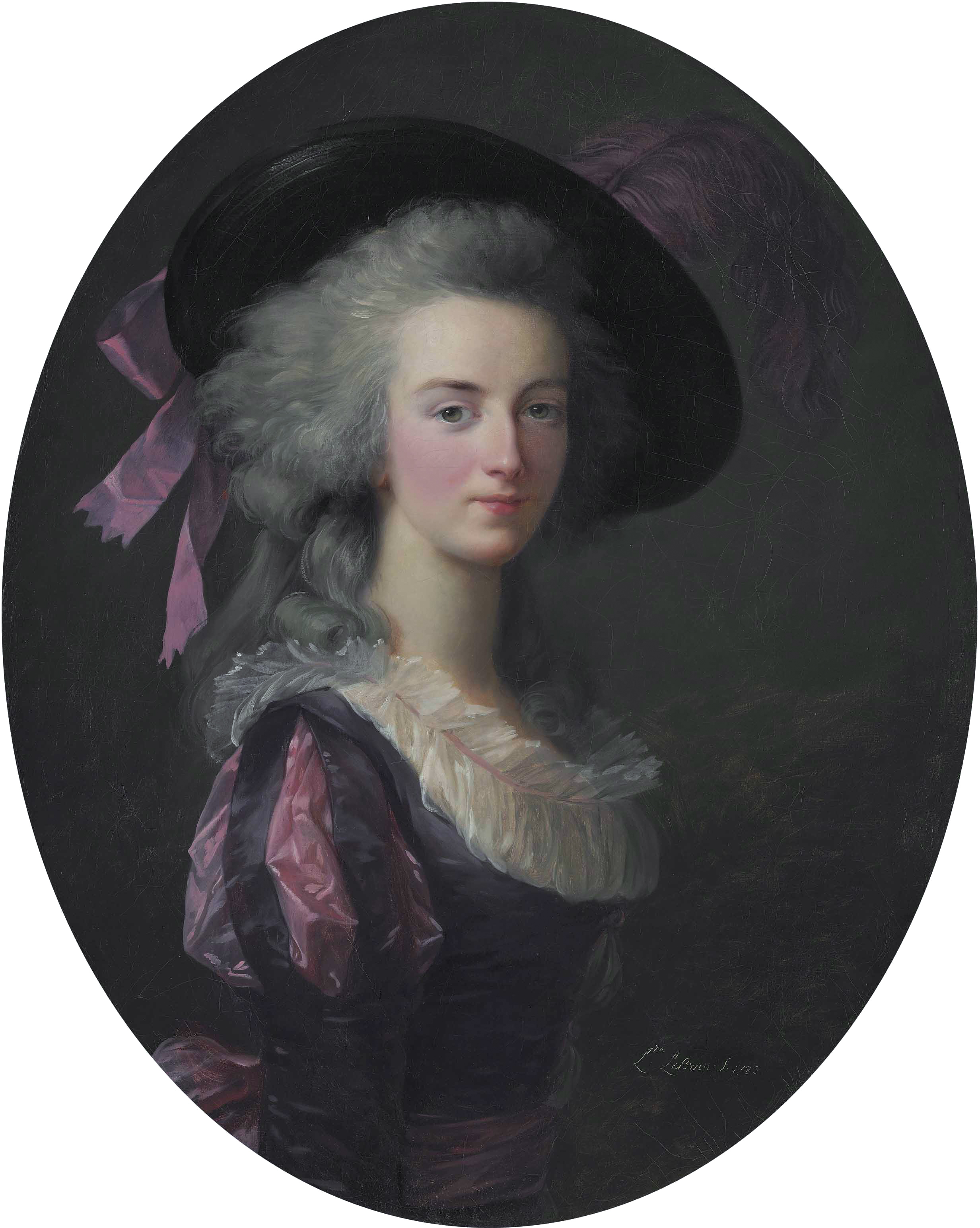
Sa troisième épouse, née Marie Blanche Félicité de Narbonne-Pelet. Portrait par Elisabeth Vigée-Le Brun (1783)

Augustin-Joseph de Mailly se marie trois fois  :
La première, le 20 avril 1732, avec Constance Colbert de Torcy (1710 - Assigny, 13 décembre 1734), nièce du grand Colbert, fille de Jean-Baptiste Colbert de Torcy, marquis de Torcy, marquis de Sablé, secrétaire d'État aux Affaires étrangères, commandeur des Ordres du Roi, et de Catherine Félicité Arnauld de Pomponne, elle-même fille du ministre Simon Arnauld de Pomponne. Ce mariage se fait en présence, du Roi Louis XV. D'où trois filles, dont deux jumelles :
- Catherine-Joséphine de Mailly (2 septembre 1733 - 18 avril 1734) ;
- Joséphine de Mailly (Assigny, 12 décembre 1734 - Assigny, 16 décembre 1734) ;
- Jeanne Marie Constance de Mailly (Assigny, 12 décembre 1734[32] - Paris 15 septembre 1783), mariée à Paris, paroisse Sainte Marguerite, le 9 janvier 1747 [33] avec Marc René de Voyer de Paulmy, marquis d'Argenson, lieutenant général des armées du Roi, directeur général des haras, gouverneur de Vincennes, fils de Marc Pierre de Voyer de Paulmy, comte d'Argenson, ministre et secrétaire d'état à la Guerre, grand-croix et chancelier de l'Ordre royal et militaire de Saint Louis, et d'Anne Larcher. Dont postérité [34].

Veuf le 13 décembre 1734, Augustin-Joseph de Mailly  se remarie à Folleville le 26 février 1737 avec Michelle de Séricourt, fille de Charles Timoléon de Séricourt, marquis d'Esclainvillers, seigneur de Folleville, Raineval, et de Marie-Michelle de Court. Elle est dame d’Esclainvilliers, Folleville et héritière en partie de cette maison . Née à Raineval le 18 juin 1713, elle y meurt le 28 septembre 1778 et est inhumée dans l'église voisine de Folleville. Deux fils :
- Joseph de Mailly (3 septembre 1739 - avril 1746) ;
- Louis-Marie de Mailly (1744-1792), comte de Mailly d'Haucourt, duc de Mailly à brevet (2 février 1777), capitaine des gendarmes écossais, gouverneur d'Abbeville, brigadier de cavalerie (1780), maréchal de camps (1781), président de la noblesse du bailliage de Péronne et député du gouvernement de Péronne aux États Généraux de 1789. Il se marie en 1762 avec Marie-Jeanne de Talleyrand-Perigord (1747-1792), fille de Gabriel-Marie de Talleyrand-Périgord, comte de Périgord, gouverneur et grand-bailli de Berri, gouverneur des villes de Bourges et d'Issoudun, menin du Dauphin, lieutenant général des armées du roi, gouverneur de Picardie, commandant en chef en Languedoc et de Marie Françoise Marguerite de Talleyrand-Périgord, princesse de Chalais [36]. Ils n’ont pas d’enfant. Il meurt en 1792 à 48 ans.

À nouveau veuf en 1778, Augustin-Joseph de Mailly se remarie à Paris, paroisse Saint Germain l'Auxerrois, le 15 avril 1780 avec Marie Blanche Félicité de Narbonne-Pelet (1763-1840), fille de François Raymond Joseph de Narbonne Pelet, vicomte de Narbonne, lieutenant général des armées du Roi, et de Lucrèce Pauline Marie Anne de Ricard, Elle a quinze ans et lui soixante dix. Son portrait, peint en 1783 par Elisabeth Vigée Le Brun, resta dans sa descendance jusqu'en 1987. Il fut exposé à la rétrospective Vigée Le Brun, en 2015 à Paris. Passé en vente chez Christie's, à Londres, le 5 juillet 2018 , il est adjugé pour la somme de 812 750 livres, soit environ 875 000 euros . Un fils naît de ce troisième mariage 
- Adrien de Mailly (1792-1878), comte de Mailly, marquis d’Haucourt et de Nesle, pair de France (1817), chevalier de Saint-Louis. En 1810, au décès de son lointain cousin Louis Joseph de Mailly, marquis de Nesle, il devient le chef de la Maison de Mailly. En vertu des lettres de substitution perpétuelle accordées par Louis XIV à Louis Charles de Mailly en décembre 1701, il prend le titre de marquis de Nesle, prince d'Orange et de L'Isle Montréal. Il épouse le 10 septembre 1816 Eugénie Henriette de Lonlay (1797-1882), d'où six enfants, dont la descendance représente aujourd'hui la Maison de Mailly.

### Distinctions et armoiries
- Chevalier de l'ordre royal et militaire de Saint Louis  (1740)
- Chevalier de l'ordre du Saint-Esprit ( Versailles, 26 mai 1776) [39]  .
- Chevalier de l’ordre de Saint-Michel
- Chevalier de l'ordre de Saint-Lazare

| Blason | Blasonnement : D'or à trois maillets de sinople, Commentaires : Devise : « HOGNE QUI VOURA » = « Gronde qui voudra » |

### Ouvrages
- Histoire de la campagne de l’année 1734 en Allemagne, commandée par le maréchal de Berwick, et après sa mort par le maréchal d'Asfeld. Écrite par les officiers de l'état-major avec des Notes des différent partis qui la divisoient, et conservée dans les portefeuilles du comte de Mailly, mestre de camp de cavalerie dans cette année et depuis maréchal de France.
- Lettre de M. le maréchal de Mailly au roi, sur l'administration intérieure qu'il a remplie en Roussillon, 1790.